# Shunya Yoneda
Shunya Yoneda (米田 隼也 Yoneda Shunya?, Fukuoka, 5 de noviembre de 1995) es un futbolista japonés que juega como centrocampista en el V-Varen Nagasaki.

## Trayectoria

### Clubes
| Club             | País  | Año   |
| ---------------- | ----- | ----- |
| V-Varen Nagasaki | Japón | 2018- |